# Stobart Air
Stobart Air – nieistniejąca irlandzka linia lotnicza, założona w 2014 roku, z siedzibą w Dublinie, będąca integralną częścią Stobart Group. Wykonywała połączenia między portami lotniczymi w Shannon i Manchesterze. Z powodu braku własnych maszyn połączenia te obsługiwała linia Aer Lingus.
12 czerwca 2021 r., linia zaprzestała wszelkiej działalności.